# Gerrittenbeek
De Gerrittenbeek is een beek in de wijk 't Ven in de Nederlandse gemeente Venlo. De beek ligt op de rechteroever van de Maas en ligt in het stroomgebied van de Maas.
De beek is een zijbeek van de Rijnbeek. Vanaf daar loopt de beek in westelijke richting door 't Ven, eerst onder de Weselseweg door, langs het klooster Mariadal en daarna in noordelijke richting, onder de A67 door waarna hij aan noordzijde doodloopt. Het eerste stuk van de beek heeft een lengte van 531 meter; het stuk vanaf de vijver bij Mariadal is 137 meter lang, daarna loopt de beek nog 347 meter in westelijke richting, en ten slotte heeft het noordelijke deel een lengte van 369 meter.